# Guerrero
Guerrero este unul din cele 31 de state federale ale Mexicului.